# Taos Amrouche
Marie-Louise-Taos Amrouche, coneguda artísticament com a Taos Amrouche (Tunísia, 4 de març de 1913 – Sant Miquèu de la Provença, França, 2 d'abril de 1976), fou una escriptora i cantant algeriana. El 1947, esdevingué la primera dona algeriana a publicar una novel·la.

## Biografia
Nasqué en una família de conversos catòlics cabilencs, l'única filla en una família de sis fills. La seua família s'havia mudat a Tunísia per escapar de la persecució després de la seua conversió.
La seua mare, Fadhma Aït Mansour, que era una famosa cantant del poble cabilenc, tingué un gran impacte en la seua vida, i el seu estil literari reflectiria les tradicions orals de la població amaziga cabilenca del llegat de la seua mare. Amrouche rebé l'educació primària i secundària a Tunísia, i al 1935 era a França per estudiar en l'École Normale de Sèvres. A partir del 1936, en col·laboració amb el seu germà major Jean Amrouche i sa mare, Amrouche replegà i començà a interpretar cançons del poble cabilenc. Al 1939, en el Congrès de Chant de Fès, rebé una beca per estudiar a la Casa Velázquez de l'estat espanyol, on va investigar els vincles entre les cançons populars amazigues i espanyoles. Es casà amb el pintor francés André Bourdil, premi Abd-el-Tif de 1942.

## Carrera literària i musical
La seua primera novel·la autobiogràfica, Jacinthe noir, es publicà al 1947 i és una de les primeres publicacions en francés d'una escriptora d'Àfrica del Nord. Amb la seua compilació de contes i poemes La Grain magique al 1966, prengué el pseudònim de Marguerite-Taos (Marguerite era el nom de pila de la seua mare). Taos Amrouche ha recopilat històries que sa mare li contava en la seua infantesa: aquestes són històries de Cabília, al costat de les muntanyes que voregen el nord del Sàhara.
Mentre escrivia en francés, cantava en amazic. El seu primer àlbum, Chants berbères de Kabylie (1967), fou un gran èxit, era una col·lecció de cançons tradicionals de Cabília que el seu germà Jean havia traduït al francés. Amb una veu excepcional, la seua carrera la duu a terme en etapes, com al Festival d'Art Negre a Dakar al 1966. Només Algèria li nega els honors: no la conviden al Festival Cultural Panafricà d'Alger al 1969. Ella hi acudí de tota manera per cantar davant dels estudiants d'Alger. També participà en la fundació de l'Acadèmia Berber de París al 1966. Registrà altres àlbums, com ara Chants sauvés de l'oubli, Hommage au chant profond, "Incantations, méditations et danses sacrées berbères" (1974), i Chants berbères de la meule et du berceau (1975).

## Obres de literatura
- Jacinthe noire (1947) – reimpressió Joëlle Losfeld (1996), ISBN 2-909906-63-9
- La Grain magique (1966) – reimpressió de la Découverte (2000), ISBN 2-7071-2578-4
- Rue des tambourins (1969) – reimpressió Joëlle Losfeld (1996), ISBN 2-909906-62-0
- L'Amant imaginaire (1975)

## Discografia seleccionada
- Chants berbères de Kabylie (1967)
- Chants De L'Atles (Traditions Millénaires Des Berbères D'Algérie) (1970)
- Incantations, méditations et danses sacrées berbères (1974)
- Chants berbères de la meule et du berceau (1975)
- Au Theatre De la Ville (1977)